# Dioctria berlandi
Dioctria berlandi är en tvåvingeart som beskrevs av Seguy 1927. Dioctria berlandi ingår i släktet Dioctria och familjen rovflugor. Inga underarter finns listade i Catalogue of Life.